# Elecciones presidenciales de Ecuador de 1920
Las elecciones presidenciales de Ecuador de 1920 fue el proceso electoral el cual tuvo por objetivo la elección de un nuevo Presidente Constitucional de la República del Ecuador. 

## Antecedentes
Fueron convocadas las elecciones por parte del presidente Alfredo Baquerizo Moreno para escoger a su sucesor presidencial, bajo la Constitución de 1906.
Estas elecciones fueron las terceras realizadas durante la llamada época de la plutocracia liberal, cuando los sectores bancarios, agroexportador y comercial del litoral tomaron el control político del Estado Ecuatoriano, encabezados por el Banco Comercial y Agrícola de Guayaquil incidiendo no sólo en la política económica, sino también en las elecciones presidenciales y parlamentarias, garantizando el triunfo de sus candidatos a través del fraude electoral y la manipulación en coordinación con la facción placista y bancaria del partido oficialista liberal, siendo eliminada la facción radical alfarista en la Hoguera Bárbara.

## Desarrollo
Los candidatos fueron José Luis Tamayo, Gonzalo Córdova y Enrique Baquerizo Moreno todos miembros del partido oficialista liberal.
José Luis Tamayo asumió el cargo de Presidente Constitucional de la República el 1 de septiembre de 1920.

## Candidatos y Resultados
| Partido                               | Partido                     | Candidato                                 | Cargos importantes                        | Votos   | %     |
| ------------------------------------- | --------------------------- | ----------------------------------------- | ----------------------------------------- | ------- | ----- |
|                                       | Partido Liberal del Ecuador | José Luis Tamayo Terán                    | Presidente de la Cámara del Senado (1905) | 126.945 | 99.1% |
| Gonzalo Fernández de Córdova y Rivera | Partido Liberal del Ecuador | Presidente de la Cámara del Senado (1918) | 722                                       | 0.5%    |       |
| Enrique Baquerizo Moreno              | Partido Liberal del Ecuador | Senador por Carchi (1920)                 | 124                                       | 0.1%    |       |
| Otros                                 | Otros                       | Otros                                     | Otros                                     | 314     | 0.3%  |

Fuente: